# 河西れおな
河西 れおな（かさい れおな、2002年9月15日 - ）は、日本のAV女優。カプセルエージェンシー所属。

## 略歴
東京都出身。2023年5月23日、エスワン ナンバーワンスタイルから『新人NO.1STYLE 河西れおな AVデビュー』でAV女優デビュー。デビュー作でのキャッチフレーズは「絶頂系ヒロイン」。

## 人物
趣味はサウナ。特技はマッサージ。頑固でこだわりが強いと自己分析している。
星まりあ、楪カレンのファンである。また、憧れの女優として藤森里穂と君島みおの名も挙げている。
デビュー作品にて明日花キララに憧れてAV女優になったと言っているが、後に劇中設定だったことを明かしている。
好きな男性のタイプは、余裕があって何事にも動じないメンタルを持っている人。外見は塩顔が好みで、好きな芸能人はぺこぱのシュウペイ。
初体験は、中学2年生の時。相手は塾で知り合った年上の彼氏。初体験の後にその彼から「オナニーしてるところ見せて」と言われて初めてオナニーを経験した。この『人前で初オナニー』という経験が、人にエッチな所を見られることに快感を覚えるようになったきっかけとなる。
AVソムリエの渋江譲二は「男優が暴発気味に顔射をしてしまうのですが、彼女は顔を汚したまま、嬉しそうに残りの精液を味わうのが激エロ! 」と積極的な表現力を評した。

## 作品

### アダルトビデオ
| 発売日   | タイトル | 規格品番 | 規格品番  | メーカー      | 備考                                                   |
| 発売日   | タイトル | DVD      | BD        | メーカー      | 備考                                                   |
| -------- | --- | -------- | --------- | ------------- | ------------------------------------------------------ |
| 5月23日  | 新人NO.1STYLE 河西れおな AVデビュー                                                                                       | SSIS-773 | 9SSIS-773 | S1 NO.1 STYLE |                                                        |
| 6月1日   | エスワンキャンペーン2023スペシャルDVD                                                                                     | WICP-009 |           | S1 NO.1 STYLE | 「S1 NO.1 STYLE」専属女優 30名の撮り下ろし映像を収録。 |
| 6月27日  | 圧倒的エロポテンシャル新人 河西れおな 初めて尽くしの超激イキッ! 初体験3本番スペシャル                                     | SSIS-774 | 9SSIS-774 | S1 NO.1 STYLE |                                                        |
| 7月25日  | 交わる体液、濃密セックス 完全ノーカットスペシャル 河西れおな                                                              | SSIS-814 |           | S1 NO.1 STYLE |                                                        |
| 8月22日  | 激イキ210回! 痙攣6600回! イキ潮2900cc! 最強エロポテンシャル新人河西れおなエロス覚醒 はじめての大・痙・攣スペシャル        | SSIS-850 |           | S1 NO.1 STYLE |                                                        |
| 9月26日  | ドエロイお姉さんの囁き淫語と超絶しつこ～い焦らし寸止めでねっとりじっくり舐め回される ルーインドメンズエステ 河西れおな    | SSIS-884 |           | S1 NO.1 STYLE |                                                        |
| 10月24日 | 最低最悪なクズ上司に媚薬を盛られて… 野獣のような肉弾ピストンでキメセク堕ちした相部屋NTR 河西れおな                        | SSIS-922 |           | S1 NO.1 STYLE |                                                        |
| 11月28日 | 法外的で異次元のホスピタリティチェックアウトまで 何度も絶頂開放へ導く専属ホテルコンシェルジュとの 究極射精滞在 河西れおな | SSIS-961 |           | S1 NO.1 STYLE |                                                        |
| 12月26日 | 昔よりイイ女になった都合のいい肉オナホは彼女の親友で 元セフレ。彼女不在、僕らは3日間ひたすらハメ狂った。 河西れおな       | SSIS-994 |           | S1 NO.1 STYLE |                                                        |

### アダルトVR
| 発売日   | タイトル                                                               | 品番     | メーカー      | 備考   |
| 2023年   | 2023年                                                                 | 2023年   | 2023年        | 2023年 |
| -------- | ---------------------------------------------------------------------- | -------- | ------------- | ------ |
| 10月14日 | VR NO.1 STYLE 河西れおな解禁 S1史上最も貪欲な絶頂系ヒロインの激イキSEX | SIVR-297 | S1 NO.1 STYLE |        |

### イメージビデオ
| 発売日  | タイトル                    | 規格品番 | 規格品番  | メーカー | 備考   |
| 発売日  | タイトル                    | DVD      | BD        | メーカー | 備考   |
| 2023年  | 2023年                      | 2023年   | 2023年    | 2023年   | 2023年 |
| ------- | --------------------------- | -------- | --------- | -------- | ------ |
| 3月16日 | 初裸 virgin nude 河西れおな | GSHR-106 | GSHRB-082 | REbecca  |        |

### デジタル写真集
- S1キャンペーン2023 No.1 Photo Book アイドル版（2023年5月12日、FANZA BEAUTY COLLECTION、撮影：小林弘輔）※「S1 NO.1 STYLE」専属女優30名の撮り下ろし写真を収録。
- S1キャンペーン2023 No.1 Photo Book S級版（2023年6月1日、FANZA BEAUTY COLLECTION、撮影：小林弘輔）※「S1 NO.1 STYLE」専属女優30名の撮り下ろし写真を収録。

## 出演

### テレビ
- 魚拓と成瀬のツキとスッポンぽん #442,#443（2023年5月7日,21日、パチ・スロ サイトセブンTV）[6]